# Dabéko
Dabéko (ou Dagbego) est une localité de Côte d'Ivoire située dans la région du Gbôklé (au sud-ouest du pays) au bord du Golfe de Guinée à l'embouchure de la rivière Dagbé. Administrativement, elle dépend de la préfecture de Sassandra.
Elle fait partie des 27 villages du peuple néyo.

## Intérêts

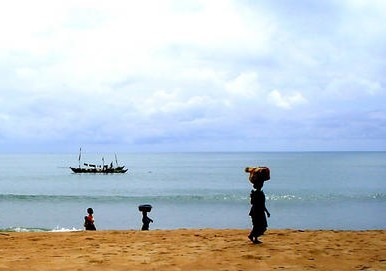
Plage de Dagbego

- Pêche
- Plages
- Région du Trépoint
- Parc naturel du Gaoulou